# چومبارد
چومبارد (به مجاری:  Csombárd) یک منطقهٔ مسکونی در مجارستان است که در ناحیه کاپوشوار واقع شده‌است. چومبارد ۸٫۹۹ کیلومتر مربع مساحت و ۲۵۱ نفر جمعیت دارد.